# Huslia
Huslia é uma cidade localizada no estado americano de Alasca, no Distrito de Yukon-Koyukuk.

## Demografia
Segundo o censo americano de 2000, a sua população era de 293 habitantes.
Em 2006, foi estimada uma população de 264, um decréscimo de 29 (-9.9%).

## Geografia
De acordo com o United States Census Bureau, a localidade tem uma área de 44,5 km², dos quais 42,6 km² cobertos por terra e 1,9 km² cobertos por água.

## Localidades na vizinhança
O diagrama seguinte representa as localidades num raio de 112 km ao redor de Huslia.